# Ірина Логін
Ірина Логін — відома фольклорна співачка Румунії, яка була і продовжує бути знаменитістю. Вона була удостоєною титулом Королеви фольклорної музики Румунії. У жовтні 1998 року вона вступила до партії Велика Румунія. У 2004—2008 рр. була обрана румунським сенатором в повіту Джурджу, за партійними списками PRM.
В знак високого визнання особливих заслуг у розвитку музичного мистецтва, за значний внесок у пропаганду національного фольклорної спадщини та плідну творчу діяльність Президент Респу́бліки Молдо́ва Ніколае Тімофті нагородив Ірину Логін Орденом Пошани «Ordinul de Onoare». Нагороду співачці вручив 15 травня 2014 року президент Молдо́ви Ніколае Тімофті, повідомила прес-служба президента РМ. Нагороджуючи співачку, Н.Тімофті зазначив: «Ви уявляєте душу нашого народу», а його улюблені пісні — «Valea Prahovei» і «Roata vieţii». У відповідь Ірина Логін, зазначила, що вона «завжди носить Бессарабію в своєму серці, оскільки батько — уродженець села Зейкань колишнього Орхейського повіту».

## Дискографія

### Discuri vinil editate de Electrecord(1965—1995)
- 1965 — «Măi bădiță, de pe grui»
- 1966 — «Foicică din ponoare»
- 1967 — «Merișorii»
- 1967 — «Bădiță, de dorul tău»
- 1968 — «M-au cerut, la maica, doi»
- 1970 — «Pe drumul căruțelor» cu B. Sinulescu
- 1972 — «Întoarce-te, bade-n sat»
- 1973 — «Cine n-are dor, pe lume»
- 1974 — «Rămâi, mândruțo, cu bine» cu B. Sinulescu
- 1974 — «Cei trei brazi, de la Sinaia»
- 1974 — «Cerui sfatul florilor»
- 1975 — «Spune, măiculiță, spune»
- 1977 — «Miorița»
- 1978 — «Pe munții de piatră» cu B. Sinulescu
- 1982 — «Mugurel de primăvară»
- 1990 — «Să cânt, cu drag, omului»
- 1992 — «Deschide, gropare, mormântul»
- 1994 — «Știi, omule, ce e viața ?»

1. ↑  http://bibliotecadeva.eu:82/periodice/flacara/1977/12/flacara_1977_12_48.pdf